# Jonas Olsson (Fußballspieler, 1983)
Jonas Olsson (* 10. März 1983 in Landskrona) ist ein ehemaliger schwedischer Fußballspieler. Der Abwehrspieler spielte in seiner Karriere in Schweden, der Niederlande und in England.

## Werdegang

### Karrierestart in Schweden
Olsson entstammt der Jugend von Landskrona BoIS. In der Spielzeit 2002 rückte er in den Kader der Erstligamannschaft auf, musste aber bis zur folgenden Spielzeit warten, ehe er in der Allsvenskan zu seinem Debüt kam. Im Laufe der Spielzeit konnte er sich als Stammspieler in der Innenverteidigung etablieren. Am 30. April 2003 kam er zudem zu seinem ersten Einsatz in der schwedischen U21-Auswahl. Allerdings blieb dies sein einziges Spiel in diesem Jahr. Vor allem in der Spielzeit 2004 machte er durch seine robuste Spielweise auf sich aufmerksam und sah die meisten Gelben Karten der Liga. Zugleich spielte er sich damit auch zurück in die Juniorennationalmannschaft. 2005 übernahm er zudem das Amt des Mannschaftskapitäns, ehe er im Sommer den Verein in Richtung Niederlande verließ.

### Wechsel ins Ausland
Neuer Arbeitgeber Olssons wurde im Sommer 2005 NEC Nijmegen in der Eredivisie, der 750.000 Euro Ablösesumme für den Abwehrspieler bezahlte. Auch hier konnte er sich als Stammspieler etablieren, wobei er in der niederländischen Elitserie auch als linker Außenverteidiger zum Einsatz kam. Von den Anhängern des Klubs wurde er in der Spielzeit 2006/07 zum „Spieler des Jahres“ gewählt.
Obwohl Olsson einen bis 2009 gültigen Vertrag besaß, wurde er dank seiner guten Leistungen in der Eredivisie mit mehreren europäischen Klubs in Verbindung gebracht. Ende August gab der Premier-League-Aufsteiger West Bromwich Albion die Verpflichtung des Schweden für 800.000 £ Ablöse bekannt. Ab Mitte September etablierte er sich als Stammkraft in der Abwehrreihe des Klubs, konnte den Abstieg als Tabellenletzter jedoch nicht verhindern. Auch in der Zweitklassigkeit blieb er dem Verein treu und gehörte unter Trainer Roberto Di Matteo weiters zur Stammformation. Seine Leistungen honorierte Nationaltrainer Erik Hamrén, der ihn für das Länderspiel Anfang März 2010 gegen die walisische Nationalmannschaft nominierte. Beim 1:0-Erfolg durch ein Tor von Johan Elmander kam er jedoch nicht zum Einsatz. Im Juni des Jahres debütierte er schließlich gegen Belarus.
Zwischenzeitlich war Olsson mit seinem Klub im Sommer 2010 wieder in die Premier League aufgestiegen. Hier war er unter Di Matteo und dessen Nachfolger Roy Hodgson Stammspieler, zudem etablierte er sich in der Nationalmannschaft. Mit dieser qualifizierte er sich für die Europameisterschaftsendrunde 2012, bei der er in zwei Gruppenspielen eingesetzt wurde. Die Auswahl schied als Gruppenletzte frühzeitig aus dem Turnier aus. Nachdem Hodgson im Anschluss an das EM-Turnier die Leitung der englischen Nationalmannschaft übernommen hatte, bekam Olsson mit dem Schotten Steve Clarke einen neuen Übungsleiter. In der Folge blieb er weiterhin Stammspieler in der Abwehrreihe und avancierte zeitweise zum stellvertretenden Mannschaftskapitän. Nach einem achten Tabellenplatz in der Spielzeit 2012/13 erreichte er in der folgenden Spielzeit auf dem letzten Nicht-Abstiegsplatz den Klassenerhalt. Auch aufgrund einer Verletzung kam er in der Spielzeit 2014/15 lediglich zu 13 Saisoneinsätzen. Dabei war er bereits ab Herbst 2013 aus dem Fokus der Nationalmannschaft gerückt, nachdem sich diese nicht für das Weltmeisterschaftsturnier 2014 qualifiziert hatte. Durch gute Leistungen in der Rückrunde kehrte er jedoch im Sommer 2015 kurzzeitig in die Auswahlmannschaft zurück, während er sich auf Vereinsebene wieder zum Stammspieler aufgeschwungen hatte, wurde aber ab Herbst des Jahres von Nationaltrainer Erik Hamrén nicht mehr berücksichtigt.

### Rückkehr nach Schweden
Nachdem für Olsson in den ersten zwei Dritteln der Premier-League-Spielzeit 2016/17 lediglich sieben Saisoneinsätze zu Buche standen, kehrte er im März 2017 nach Schweden zurück und schloss sich dem Stockholmer Klub Djurgårdens IF an. Beim ambitionierten Erstligisten, der mit Andreas Isaksson und Kim Källström weitere erfahrene ehemalige Nationalspieler verpflichtet hatte, unterzeichnete er einen Zweijahresvertrag.

### Karriereende in England
Nach zwei Jahren bei Djurgårdens, in denen er 44 Spiele absolvierte und drei Tore schoss, wechselte er im Winter 2019 zurück nach England zum Championship-Aufsteiger Wigan Athletic. Für ihn machte er sechs Spiele, ehe er im Sommer im Alter von 36 Jahren seinen Rücktritt vom aktiven Leistungssportler bekanntgab. Olssons letztes Spiel war der 1:0-Sieg gegen den FC Millwall am letzten Spieltag der EFL Championship 2018/19.